# Zsolnai Egyetem
A Zsolnai Egyetem (szlovákul: Žilinská univerzita v Žiline, latinul: Universitas Solnensis) nyilvános egyetem a szlovákiai Zsolnában. Rektora Jozef Jandačka.

## Története
Az egyetem elődje 1953. október 1-jén jött létre a Cseh Műszaki Egyetemből kiválva Vasúti Főiskola (Vysoká škola železničná) néven Prágában. Öt karral működött: közlekedési, építészeti, gépészmérnöki, elektrotechnikai és hadtudományi. 1959-ben Közlekedési Főiskolára (Vysoká škola dopravná) nevezték át, majd 1960. szeptember 6-án Zsolnába költözött három karral: Közlekedésüzemviteli és Közlekedésgazdasági Kar, Gépészmérnöki és Elektrotechnikai Kar, valamint Hadtudományi Kar.
Az egyetem fejlődése kapcsolódott az ipar és a közlekedés fejlődéséhez. 1961-tól a kommunikáció és a kapcsolatok területén is indult képzés, az iskola 1977-ben pedig felvette a Zsolnai Közlekedési és Kommunikációs Főiskola (Vysoká škola dopravy a spojov v Žiline) nevet. 1989 után újabb karok nyílnak: Szabályozási Kar (1996-tól Szabályozási és Informatikai Kar), Építészeti Kar, Gépészmérnöki Kar, Elektrotechnikai Kar (2019-től Elektrotechnikai és Információtechnológiai Kar).
A mai egyetem 1996-ban jött létre mint a Zsolnai Közlekedési és Kommunikációs Főiskola utóda. Az ezt követő két évben két új kart hoztak létre: Gyártástechnológiai Kar Puhóban és Szent András Katekista-Pedagógiai Kar Rózsahegyen, ezek ma más egyetemek részei. 1998-ban a korábbi műszaki képzés mellett természettudományi képzés is indult. A Természettudományi Karból 2010-ben létrejött a Humántudományi Kar. 2001-ben a Hadtudományi Kart Különleges Mérnöki Karrá nevezték át, amivel megnyitotta kapuit a nem katonai képzés előtt is. A kar 2014-ben újra nevet változtatott, így jött létre a jelenlegi Biztonságmérnöki Kar.

## Az egyetem ma
Az egyetemnek ma közel 8000 diákja van 182 szakon. Az egyetem központja a Veľký diel egyetemi kampuszon található, amelyet a 80-as évektől építenek. Emellett tanszékek működnek Alsóricsón és Javorinán.

## Karok
- Közlekedés- és Kommunikációüzemviteli és Gazdasági Kar (Fakulta prevádzky a ekonomiky dopravy a spojov)
- Gépészmérnöki Kar (Strojnícka fakulta)
- Elektrotechnikai és Információtechnológiai Kar (Fakulta elektrotechniky a informačných technológií)
- Építészeti Kar (Stavebná fakulta)
- Biztonságmérnöki Kar (Fakulta bezpečnostného inžinierstva)
- Szabályozási és Informatikai Kar (Fakulta riadenia a informatiky)
- Humántudományi Kar (Fakulta humanitných vied)

## Híres hallgatók és oktatók
- Ján Mikolaj – egyetemi tanár, politikus, korábbi oktatásügyi miniszter
- Regina Podstanická – fizikus, csillagász